# 筒鞘蛇菰
筒鞘蛇菰（学名：Balanophora involucrata）为蛇菰科蛇菰属的植物。分布于锡金、印度以及中国大陆的四川、云南、贵州、西藏、湖南等地，生长于海拔2,300米至3,600米的地区，常生于铁杉、云杉以及栎木林中，目前尚未由人工引种栽培。

## 别名
葛花（四川峨眉山） 鹿仙草（云南大理）